# (73570) 4736 P-L
(73570) 4736 P-L – planetoida z pasa głównego asteroid okrążająca Słońce w ciągu 5,41 lat w średniej odległości 3,08 j.a. Odkryta 24 września 1960 roku.